# Гіостилія
Гіостилія (лат. hyostylia, від hyoideus — «під'язиковий») — з'єднання піднебінноквадратного хряща з черепом у більшості акул, скатів і промеперих риб за допомогою під'язиково-щелепного (гіомандибулярного) хряща (або окостеніння, що розвивається на його місці), що служить підвіскою для щелеп. У передній частині щелепи зазвичай з'єднується з черепом зв'язками. При крайньому розвитку гіостилії (наприклад, у осетрових) щелепи «підвішені» тільки на гіомандибулярному хрящі.
Гіостилія збільшує рухливість щелепного апарату, але не забезпечує його достатньої міцності. У риб з щелепами дроблячого типу гіостилія зазвичай замінюється амфістілією або аутостілією.